# Pojewoń
Pojewoń (lit. Pajevonys) – wieś na Litwie w okręgu mariampolskim w rejonie Wyłkowyszki, siedziba starostwa Pojewoń. Liczy ok. 576 mieszkańców.
Za Królestwa Polskiego siedziba gminy Pojewoń w powiecie wyłkowyskim w guberni suwalskiej.